# 8347 Lallaward
8347 Lallaward è un asteroide della fascia principale. Scoperto nel 1987, presenta un'orbita caratterizzata da un semiasse maggiore pari a 2,5555202 au e da un'eccentricità di 0,0853346, inclinata di 1,05073° rispetto all'eclittica.
L'asteroide è dedicato all'attrice inglese Lalla Ward.